# Álvarez (Santa Fe)
Pour les articles homonymes, voir Álvarez.
Álvarez est une commune en Argentine, située dans le département de Rosario (province de Santa Fe).
La commune compte 5 417 habitants en 2010.